# Paradise Lost 2: Revelations
Série
Paradise Lost: The Child Murders at Robin Hood Hills
(1996) Paradise Lost 3: Purgatory
(2011)
Pour plus de détails, voir Fiche technique et Distribution.
Paradise Lost 2: Revelations est un film américain réalisé par Joe Berlinger et Bruce Sinofsky, sorti en 2000.
Le film fait suite à Paradise Lost: The Child Murders at Robin Hood Hills sorti en 1996 et précède Paradise Lost 3: Purgatory sorti en 2011.

## Synopsis
Après avoir suivi le procès des West Memphis Three dans le premier film, ce second épisode revient sur les trois adolescents condamnés qui tentent de prouver leur innocence par divers moyens.

## Fiche technique
- Titre : Paradise Lost 2: Revelations
- Réalisation : Joe Berlinger et Bruce Sinofsky
- Musique : Metallica
- Photographie : Robert Richman
- Montage : M. Watanabe Milmore
- Production : Joe Berlinger et Bruce Sinofsky
- Société de production : Creative Thinking International, Hand to Mouth Productions et HBO
- Pays :  États-Unis
- Genre : Documentaire
- Durée : 130 minutes
- Dates de sortie : 
  -  États-Unis : 28 juillet 2000

## Distinctions
Le film a été nommé au Primetime Emmy Award du meilleur programme documentaire spécial.